# Stoki Małe
Stoki [pronunciación en polaco: /ˈstɔki ˈmawɛ/] es una aldea ubicada en el distrito administrativo de Gmina Ćmielów, dentro del condado de Ostrowiec, Voivodato de Świętokrzyskie, en el centro-sur de Polonia. Se encuentra a unos 9 kilómetros al norte de Ćmielów, a 11 kilómetros al este de Ostrowiec Świętokrzyski, y a 67 kilómetros al este de la capital regional Kielce.
El pueblo tiene una población de 90 habitantes.